# 厄巴納 (紐約州)
厄巴納（英語：Urbana）是一個位於美國紐約州斯托本縣的鎮。

## 人口
根據2020年美國人口普查的數據，厄巴納的面積為114.42平方千米，當中陸地面積為106.05平方千米，而水域面積為8.37平方千米。當地共有人口2125人，而人口密度為每平方千米19人。